# 整合酶
整合酶（英語：Integrase）是帮助逆转录病毒把携带病毒遗传信息的DNA整合到宿主的DNA的酶。通常由病毒自身携带，并且不存在于宿主细胞，所以可以作为抗病毒药物的一个合适靶标。